# تيون إن
تيون إن هي خدمة بث أمريكية تقدم الأخبار الحية والراديو والرياضة والموسيقى والبودكاست لأكثر من 60 مليون مستخدم نشط شهريًا. اعتبارًا من عام 2019م، أصبح لدى تيون إن أكثر من 75 مليون مستخدم نشط شهريًا.

## وصلات خارجية
- الموقع الرسمي